# Приозерне (Черняховський район)
Приозерне (рос. Приозёрное) — селище Черняховського району, Калінінградської області Росії. Входить до складу Калузького сільського поселення.
Населення —  112 осіб (2015 рік). 

## Населення
| 2002 | 2010 |
| ---- | ---- |
| 125  | ↘112 |